# Märtha Ohlson
Märtha Laura Margareta Ohlson, född 27 juli 1876 i Adolf Fredriks församling, Stockholms stad, död 23 juni 1966 i Sankt Matteus församling, Stockholms stad, var en svensk pianist och pianopedagog.

## Biografi
Märtha Ohlson spelade offentligt redan i barnaåren, studerade vid Stockholms musikkonservatorium 1886–1893 och därefter 1893–99 för Lennart Lundberg och 1899–1900 i Paris för Raoul Pugno. Hon invaldes som associé 1912 och som ledamot nr 557 av Kungliga Musikaliska Akademien den 29 oktober 1919. Hon erhöll Litteris et Artibus 1924.
Märtha Ohlson är känd för sitt samarbete med John Forsell, med vilken hon debuterade som ackompanjatör på ett café 19 augusti 1898. Hon spelade med Forsell fram till omkring år 1932. Emil Sjögren skrev sin Sonat op 44 1904 (nr 2, A-dur) och dedicerade den till henne.